# Die platonische Ehe
Die platonische Ehe ist eine deutsche Filmkomödie von 1919.

## Inhalt
Ein Adliger heiratet eine reiche, aber angeblich hässliche Frau, da er pleite ist und sich so finanziell retten will. Die Ehe ist platonisch gedacht, doch als der Graf sie näher kennenlernt, verliebt er sich in sie. Sie will ihn jedoch auf die Probe stellen, da sie denkt, er hätte aus Liebe geheiratet, aber sie ist unsicher. Der Scherz wird jedoch beinahe zu einer ernsten Angelegenheit, bis der Onkel – trotz drolliger Ahnungslosigkeit – die Ehe rettet.

## Hintergrund
Produziert wurde der Film von der May-Film GmbH (Berlin) im Dezember 1918. Die Verleihfirma war die Universum Film (UFA). Für die Bauten war Paul Leni zuständig. Er hat eine Länge von vier Akten auf 1560 Metern, das entspricht in etwa 85 Minuten. Zensiert wurde er im Dezember 1918. Die Polizei Berlin erließ ein Jugendverbot (Nr. 42736). Die Uraufführung fand am 31. Januar 1919 im U.T. in der Friedrichstraße in Berlin statt. 